# عملگر وجهی
یک رابط وجهی (به انگلیسی: modal connective) یا عملگر وجهی (به انگلیسی: modal operator) یک رابط منطقی برای منطق وجهی است. این عملگر از روی گزاره‌ها، گزاره جدیدی می‌سازد. در کل، یک عملگر وجهی این ویژگی «صوری» را دارد که بدون «تابع صحت» می‌باشد، این موضوع به معنی آن است که: «مقدار صحیح برای فرمول ترکیبی بعضی اوقات به عواملی غیر از مقدار صحیح واقعی اعضای خود بستگی دارد».
اما در حالت منطق وجهی صحت‌گرا، یک عملگر وجهی می‌تواند از نظر یک مفهوم دیگر «تابع صحت‌دار» نامیده شود: یعنی این منطق تنها به توزیع مقادیر صحیح در بین جهان‌های امکان‌پذیر (واقعی یا غیرواقعی) حساس است.
در نهایت، یک عملگر وجهی «به صورت شهودی» توسط بیان «نگرش‌های وجهی» درباره گزاره‌ای که درباره آن عملگر بکار رفته است، مشخص می شود (مثل ضرورت، امکان، باور، یا دانش).

## تفسیر وجه ها
راه‌های زیادی برای تفسیر عملگرهای وجهی در منطق وجهی وجود دارد، که شامل صحت‌گرا، مجوزگرا، ارزش‌گرا، دانش‌گرا و باورگرا می باشد.

### صحت‌گرا (Alethic)
عملگرهای وجهی صحت‌گرا (عملگرهای نوع M) وضعیت اساسی جهان ممکن (بخصوص علیت، پراسنجه‌های فضا-زمانی، و ظرفیت عملکرد افراد) را تعیین می‌کنند. این عملگرها امکان‌پذیری، غیرممکن بودن، و لزوم اعمال، وضعیت امور، وقایع، مردم، و کیفیت‌ها را در جهان ممکن نشان می‌دهند.

### مجوزگرا (Deontic)
عملگرهای وجهی مجوزگرا (عملگرهای نوع P) روی ساخت جهان ممکن به صورت نرم های توصیفی (proscriptive) یا نسخه‌ای (prescriptive) تاثیر می‌گذارند؛ یعنی این نوع عملگرها مشخص می‌کنند که چه چیزی ممنوع است، یا چه چیز مجاز است، یا چه چیز الزامی است.

### ارزش‌گرا (Axiological)
عملگرهای وجهی ارزشی (عملگر نوع G) موجودیت‌های جهان را به ارزش و ضد ارزش تبدیل می‌کنند. این ارزش‌ها از نظر یک گروه اجتماعی، یا یک فرهنگ، یا یک دوره تاریخی نگریسته می شوند. وجه های ارزشی طبقه‌های بسیار ذهنی هستند: یعنی چیزی که برای یک فرد خوب است می‌تواند برای دیگری بد درنظر گرفته شود.

### دانش‌گرا (Epistemic)
عملگرهای وجهی دانش‌گرا (عملگرهای نوع K) دانش، نادانی، و باور را در جهان ممکن بازنمایی می‌کنند.

### باورگرا (Doxastic)
عملگرهای وجهی باورگرا، اعتقادهای موجود در عبارات را بیان می‌کنند.